# Euphorbia abdulghafooriana
Euphorbia abdulghafooriana là một loài thực vật có hoa trong họ Đại kích. Loài này được Abedin mô tả khoa học đầu tiên năm 2005.